# Flatbyn
Flatbyn är en ort i Nås västra finnmark (Dalarna) belägen efter vägen Lindesnäs–Sågen. Den ligger cirka 30 km från Vansbro, Fredriksberg respektive Nås. Numera har byn endast ett fåtal invånare men tidigare var den en av Nås finnmarks större byar.